# Тойбохой
Тойбохой — село, образует Тойбохойский наслег Сунтарского района, Республика Саха (Якутия).

## География
Граничит на севере Арылахским, северо- востоке — Аллагинским, юго-востоке — Бордонским, юго- западе — Тенкинским, западе — Куокунинским, северо- западе — Крестяхским наслегами.
Село Тойбохой находится на северной окраине огромного одноимённого луга Тойбохой, воспетого народным поэтом Леонидом Андреевичем Поповым.

## Население
| 2002  | 2010  | 2012  | 2013  | 2014  | 2015  | 2016  |
| ----- | ----- | ----- | ----- | ----- | ----- | ----- |
| 1703  | ↘1600 | ↘1556 | ↘1538 | ↘1524 | ↘1489 | ↘1467 |
| 2017  | 2018  | 2019  | 2020  | 2021  |       |       |
| ↘1447 | ↘1443 | ↘1442 | ↘1430 | ↘1426 |       |       |

## Люди, связанные с селом
- Бессонов, Георгий Евдокимович (1915—2005) — учитель Тойбохойской средней школы, Герой Социалистического Труда.
- Егоров, Дмитрий Николаевич (1975—2023) — Герой Российской Федерации.

## Инфраструктура
Основа экономики — сельское хозяйство. Население в основном занимается скотоводством и животноводством.
Из больших озёр Эбэ, Бэрэ, Ойбон в летнее время население берет питьевую воду.

## Достопримечательности
- Памятник воинам-землякам, погибшим в годы Великой Отечественной войны (1941—1945).

## Фотографии

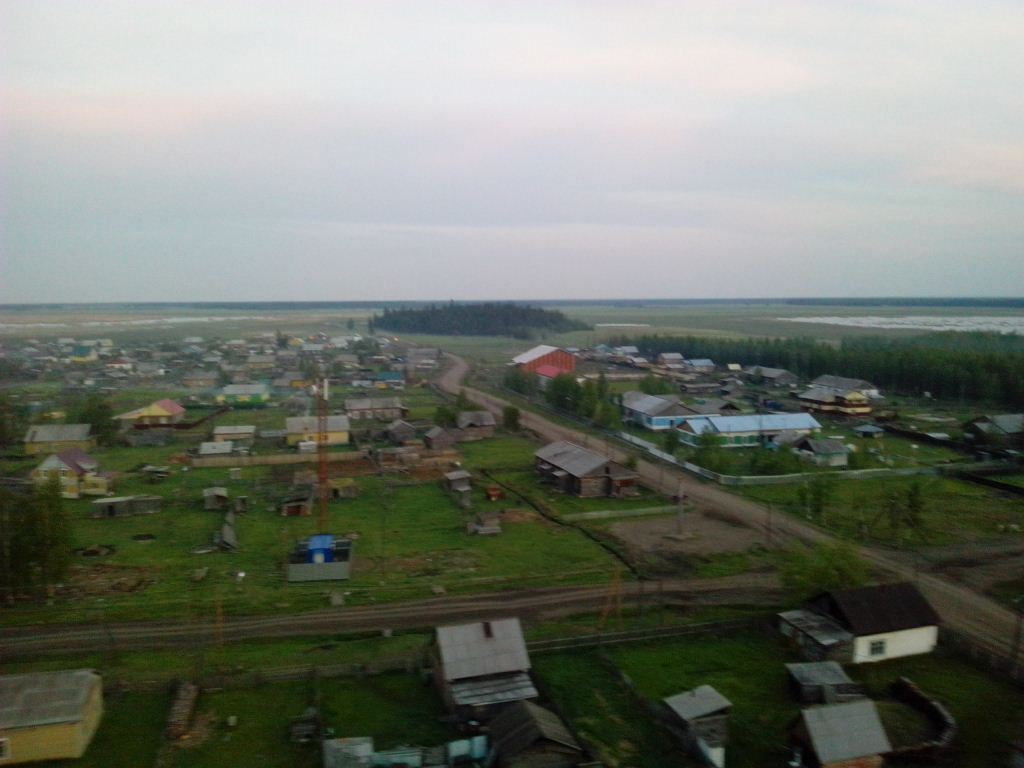
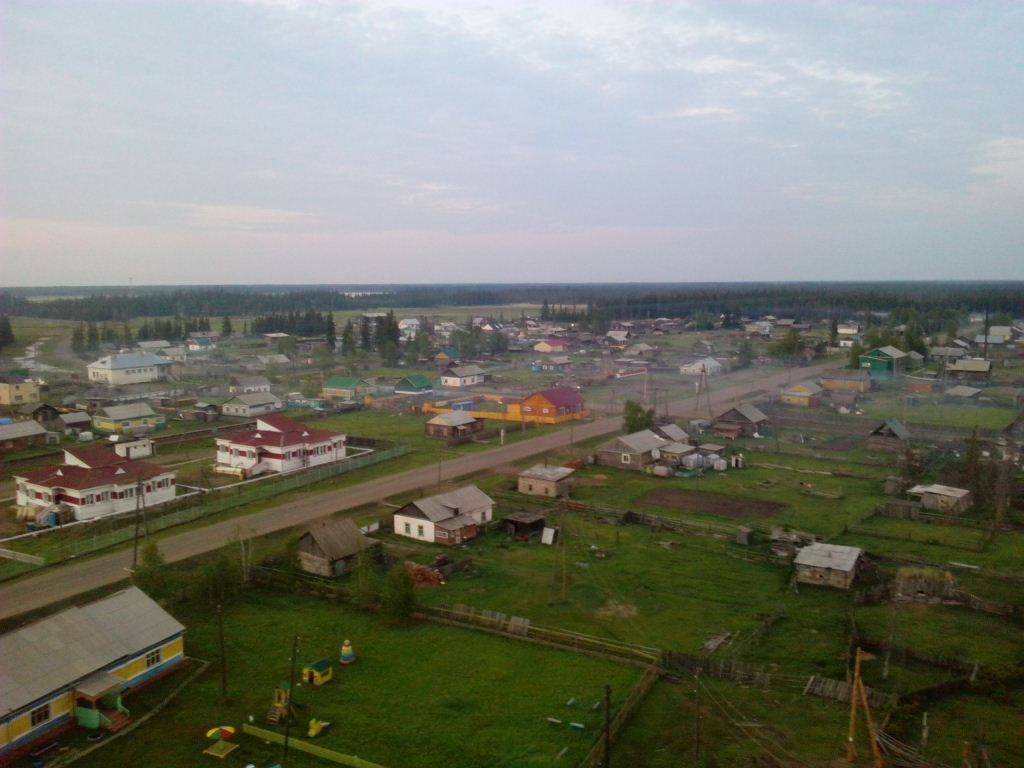
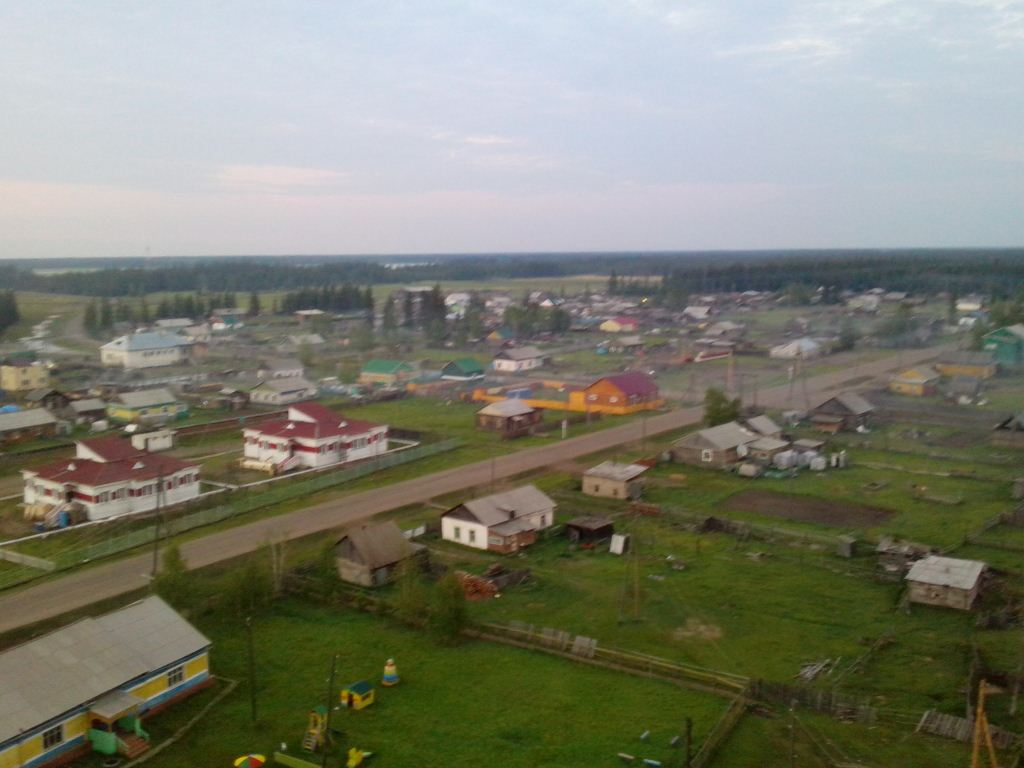